# Księga Urantii

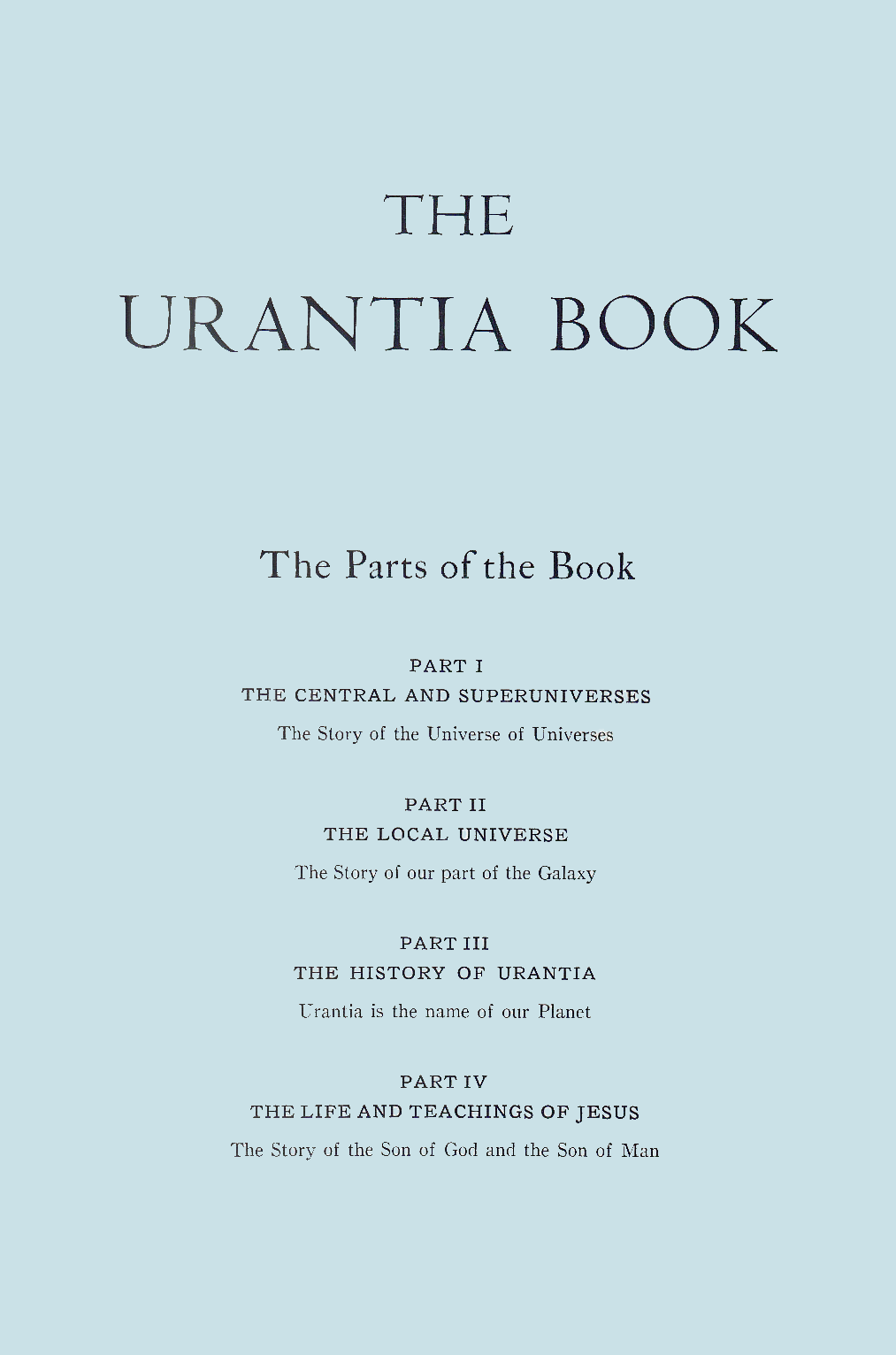
The Urantia Book (1955)

Księga Urantii (The Urantia Book) – dzieło o charakterze duchowym i filozoficznym, którego tematyka obejmuje Boga, nauki przyrodnicze, religię, historię, filozofię oraz przeznaczenie. Księga ta powstała w Chicago w latach 1924–1955. Pośród wielu poruszanych tematów księga rozpisuje się o pochodzeniu życia i jego znaczeniu, opisuje miejsce człowieka we wszechświecie, omawia stosunek łączący Boga z człowiekiem, a także przedstawia szczegółową biografię Jezusa z Nazaretu. Dzieło to planetę Ziemię nazywa „Urantią”. Księga zawiera ponad dwa tysiące stron, składa się z przedmowy i 196 przekazów, pogrupowanych w cztery części: (I – Wszechświat centralny i superwszechświaty, II – Wszechświat lokalny, III – Historia Urantii, IV – Życie i nauki Jezusa). Urantia Foundation po raz pierwszy opublikowała “Księgę Urantii” w roku 1955 w języku angielskim. Przetłumaczono ją na wiele języków, w tym na język polski (2006 tekst elektroniczny, a 2010 wydanie książkowe). 
Odkąd angielski oryginał książki dostępny jest w domenie publicznej (2001), inne organizacje, np. Urantia Book Fellowship pod nazwą Uversa Press, także drukują księgę. Kopie księgi można znaleźć w wielu miejscach w Internecie, także w formie audiobooków. Dostępny jest także pełny skan oryginału z 1955 r.

## Pochodzenie księgi
Według informacji podanych w „Księdze Urantii” napisana jest ona przez różne byty niebiańskie wyznaczone do przekazania nowego objawienia prawd duchowych ludzkości.
Według istniejących informacji pewna osoba po raz pierwszy otrzymała przekaz od niebiańskich istot we śnie. Osoba ta znana jest jako „śpiący obiekt” lub „osobowość kontaktowa”. Jej tożsamość nie została ujawniona, aby zapobiec niepożądanemu kultowi takiej osoby w przyszłości.
W roku 1911 opieką nad śpiącym mężczyzną zajęła się para lekarzy z Chicago, dr William S. Sadler i jego żona dr Lena Sadler, kiedy okazało się, że małżonka śpiącego nie mogła go wybudzić ze snu. Po pewnym czasie, podczas obserwacji nocnych w obecności lekarzy, osobnik zaczął przekazywać informacje, które wydawały się pochodzić od podmiotów twierdzących, że są bytami duchowymi. Lena i William Sadlerowie byli szanowanymi lekarzami w swoim mieście, a dr William Sadler był również znany z aktywnego zwalczania twierdzeń o zjawiskach paranormalnych, a także jako osoba ogólnie sceptycznie nastawiona do spraw nadprzyrodzonych. Grupa jego przyjaciół, byłych pacjentów i kolegów po fachu, zaczęła odbywać spotkania o charakterze dyskusji intelektualnych w roku 1924 i zainteresowała się przypadkiem śpiącego mężczyzny, kiedy Sadler o nim wspomniał i przeczytał na ich życzenie fragmenty jego przekazów. Wkrótce potem otrzymano przekaz wyrażający zgodę dla owej grupy na sformułowanie pytań i obietnicę przekazania odpowiedzi za pośrednictwem „osobowości kontaktowej”.
Sadler poinformował o tym grupę dyskusyjną, a zebrani zaproponowali setki pytań, nie zawsze poważnych, na które jednak otrzymali odpowiedzi w formie obszernie zredagowanych pisemnych przekazów. Proces ten kontynuowano, w miarę, jak uczestnicy byli pod coraz większym wrażeniem jakości odpowiedzi, i tak powstał zbiór przekazów, które po skompilowaniu tworzą dzisiejszy tekst „Księgi Urantii”. Grupa ta znana jest pod nazwą Forum, a wyłoniona z niej podgrupa pięciu osób (w tym Sadlerowie) przyjęła nazwę Komisji Kontaktu, która zbierała pytania, sprawowała pieczę nad manuskryptami zawierającymi odpowiedzi, a także organizowała przepisywanie na maszynie i sprawdzanie maszynopisu.
Sadlerowie i inne osoby zaangażowane w ten proces – z których nikt już nie żyje – twierdzili, że przekazy składające się na księgę zostały odebrane w latach 1925–1935 w sposób nie do końca zrozumiały nawet dla nich samych, przy czym trzy pierwsze części księgi zostały ukończone w roku 1934, a czwarta w 1935. Ostatnie zebranie Forum miało miejsce w roku 1942. Komunikacja z bytami niebiańskimi trwała ponoć jeszcze przez kolejne dwadzieścia lat, a według dr. Sadlera i innych zezwolenia na publikację księgi udzielono im w roku 1955. Z grupy Forum wyłoniła się organizacja o nazwie Urantia Foundation i z prywatnych środków finansowych wydano książkę w dniu 12 grudnia 1955 r.

## Koncepcja Boga i człowieka
W „Księdze Urantii” stwórcą rzeczywistości, który podtrzymuje jej istnienie, jest Bóg – wszechwiedząca, wszechobecna, nieskończona i wieczna osobowość duchowa.
Najbardziej fundamentalną nauką o Bogu zawartą w księdze jest stwierdzenie, że Bóg nas kocha, jest naszym Ojcem, my jesteśmy jego dziećmi, dlatego wszyscy ludzie są naszymi braćmi w jednej rodzinie. Te rodzinne relacje ojcostwa i braterstwa rozciągają się na cały wszechświat istot, tak materialnych, jak i duchowych. Nawet przy rozwinięciu szeregu innych tematów, w „Księdze Urantii” nacisk kładzie się na postać Boga, jako kochającego Ojca i jego rolę w jednoczeniu stworzenia. Bóg jest Tajemnicą ze względu na nieskończony zakres jego doskonałości i wszystkich jego atrybutów.
Według księgi Bóg to jedno Bóstwo funkcjonujące na wielu różnych poziomach rzeczywistości, zarówno osobowych, jak i nieosobowych. Księga twierdzi, że Bóg istnieje w Trójcy trzech doskonale zidealizowanych osób: Bóg Ojciec, Bóg Syn i Bóg Duch.Osoby te w księdze określa się dodatkowymi tytułami, przeważnie „Ojciec Uniwersalny”, „Wieczny Syn” i „Nieskończony Duch”.
Księga wymienia także wiele rodzajów bytów niebiańskich, spośród których najwięcej uwagi poświęca się „Synowi-Stwórcy” pochodzącemu zarówno od Uniwersalnego Ojca, jak i od Wiecznego Syna. Jezus z Nazaretu zostaje tu zidentyfikowany jako Syn-Stwórca wcielony na Ziemi, którego życie i nauka stanowią najpełniejsze objawienie osobowości i postawy Boga, jakie kiedykolwiek przekazano ludzkości.
Bóg ukazany jest jako Ojciec każdego człowieka poprzez udzielenie mu części swego wiecznego ducha, zwanej Dostrajaczem Myśli, którego każda pełnosprawna umysłowo osoba otrzymuje w momencie podjęcia pierwszej w życiu decyzji o charakterze moralnym, zazwyczaj między piątym a szóstym rokiem życia. Dostrajacz służy jako boski partner człowieka przez resztę jego życia, w takim zakresie, w jakim pozwala mu na to jego wolna wola dotarcia do Boga, nieustannie prowadząc taką osobę ku dojrzalszemu, bardziej uduchowionemu myśleniu, co prowadzi do zwiększonej świadomości Boga i do duchowego rozwoju. Według „Księgi Urantii” zakres, w jakim dana osobowość poddaje się dobrowolnie wpływowi swego Dostrajacza Myśli, decyduje o rozwoju jej duszy zdolnej przetrwać śmierć ciała – jako zjednoczenie tych duchowych elementów osobowości z Dostrajaczem. Uporczywe przywiązanie do grzechu jest jednoznaczne z odrzuceniem podpowiedzi Dostrajacza, a zatem i z odrzuceniem Woli Bożej, a w rezultacie prowadzi do zaprzestania istnienia osoby. „Księga Urantii” nie propaguje koncepcji Piekła ani ziemskiej reinkarnacji.
W przeciwieństwie do klasycznych chrześcijańskich poglądów na niebo, piekło (i czyściec) Księga Urantii zawiera odmienne idee wiecznego życia. Warunkiem zyskania życia wiecznego jest dążenie do czynienia woli Bożej, do kochania Boga i bliźnich śmiertelników. Książka uznaje ludzkie życie na Ziemi za „krótki i intensywny sprawdzian”; życie wieczne jest zwykłą kontynuacją nauki, rozpoczętej w ciele materialnym. Po śmierci człowiek budzi się w odmiennym świecie i w odmiennej formie, częściowo duchowej, częściowo materialnej, zwanej morontią. Kontynuuje życie w tej formie, kształtuje charakter oraz wzbogaca swą wiedzę. Człowiek przechodzi wiele materialno-duchowych światów nauczania, gdyż „cały wszechświat jest jedną wielką szkołą”, i stopniowo staje się coraz bardziej duchowy. Potem staje przed obliczem Stwórcy, Ojca Uniwersalnego w Raju. Raj
będzie odtąd stałym miejscem pobytu człowieka, jednak kontynuuje on intensywną działalność, realizując różne Boskie plany w przyjaznym i dobrze zorganizowanym wszechświecie.

## Kosmologia
Księga twierdzi, że wszechświat jest znacznie starszy, niż to utrzymują aktualne teorie naukowe, a także, że jest on wytworem inteligentnego i celowego procesu, a nie Wielkiego Wybuchu. Idee te są podobne do teorii ciągłej kreacji, której autorem jest Fred Hoyle. Księga omawia przestrzeń i czas, opisuje formowanie się i ewolucję galaktyk, gwiazd i planet; jej autorzy twierdzą, że wszechświat tętni inteligentnym życiem, zlokalizowanym zwłaszcza na planetach pozasłonecznych. Księga mówi, że centrum kosmosu stanowi nieruchoma Wyspa Raj, gdzie przebywa Bóg, wokół której krąży wszechświat "Havona", zawierający miliard doskonałych światów. Wokół Raju i Havony krąży cały materialny wszechświat podzielony na siedem zamieszkałych "superwszechświatów" i miliony galaktyk "przestrzeni zewnętrznej". Wyspa Raj jest grawitacyjnym centrum kosmosu, które według wierzeń niektórych czytelników książki zlokalizowane jest w Wielkim Atraktorze. Opis kosmosu oglądanego od centrum ku rubieżom zawierają przekazy 14 i 15..

## Historia świata
Urantia jest uznawana za jedną z bilionów sfer zamieszkałych. Rozbudowana nauka książki, dotycząca historii Ziemi, obejmuje jej materialne kształtowanie się około 4,5 miliarda lat temu, po którym nastąpiły stopniowe zmiany panujących na niej warunków, pozwalające na powstanie życia w oceanach, a następnie na lądzie. Drogą ewolucji człowiek wyłonił się z odgałęzienia naczelnych przed ok. milionem lat. Ewolucja w ujęciu księgi jest częścią Bożego planu stworzenia istot materialnych zdolnych rozwijać w sobie naturę duchową i osiągnąć wieczną egzystencję. Oprócz ewolucji biologicznej zachodzi także ewolucja społeczna i duchowa, która wykazuje postęp, może jednak przeżywać okresy regresu. Boży plan przewiduje dojście do stanu świata idealnego – "światłości i życia” – proces częściowo przyspieszany przez objawienia niebiańskich nauczycieli. W takim świecie idealnym możliwe będzie dla człowieka przejście z egzystencji materialnej do duchowej z pominięciem śmierci.
Realizacją Bożego planu zajmują się, a także administrują nią, rozmaite klasy bytów niebiańskich, które nie zawsze są doskonałe. Przez ich błędy lub świadomy bunt, postęp w realizacji planu może być zahamowany, co wymaga długich okresów naprawy wyrządzonych przez nich szkód. Urantia jest planetą, która doświadczyła szczególnych problemów i zapóźnień w związku z buntem lub niedopatrzeniami niektórych swoich niebiańskich nadzorców.
Według "Księgi Urantii” pierwszymi prymitywnymi istotami ludzkimi byli Andon i Fonta, brat i siostra, żyjący ok. miliona lat temu, jako pierwsze osobniki posiadające wolną wolę i zdolność duchowej receptywności. Pierwsi ludzie urodzili się w rodzinie ssaków naczelnych, pochodzących od lemurów.
Ich decyzja o odłączeniu się od mniej zaawansowanych w rozwoju krewnych była pierwszym w dziejach aktem wolnej woli człowieka. Mieli oni potomstwo, z którego później wyewoluowały różne rasy ludzi pierwotnych, a ostatecznie, po wielu epokach, rasa współczesnego człowieka.
Na typowej planecie ewolucyjnej upływa pewien czas między pojawieniem się wolnej woli a przybyciem pierwszego duchowego władcy, który ma pomóc w rozwoju społeczeństwa – planetarnego księcia (od 150 tys. do 1 mln lat). Człowiek z epoki poprzedzającej przybycie księcia planetarnego zajmuje się głównie myślistwem i zbieractwem oraz jest nastawiony wojowniczo do obcych, pojawiają się też pierwsze prymitywne przesądy oparte na strachu wobec otaczającej rzeczywistości, jako pierwotne zachowania religijne. Potem następuje okres po przybyciu księcia planetarnego, kiedy to jego personel, widzialny i materialny, wspiera mieszkańców w ich rozwoju, zaprowadza rolnictwo, tworzy pierwsze rządy i rozwija organizacją społeczeństwa (przeciętnie 500 tys. lat).
Planetarnym księciem Urantii był Caligastia, który przybył na tę planetę ok. pół miliona lat temu i wraz ze swymi pomocnikami ustanowił siedlisko w pobliżu Zatoki Perskiej, na terenach późniejszej Mezopotamii.
W "Księdze Urantii” "Bunt Lucyfera” opisany jest jako część historii Urantii, rozgrywającej się w okresie po przybyciu Księcia Planetarnego. Lucyfer był genialną osobowością duchową, należącą do wysokiej klasy "Synów Bożych” i naczelnym władcą lokalnego systemu o nazwie Satania, obejmującego ponad 600 zamieszkanych światów i ich planetarnych książąt. Szatan był jego zastępcą i głównym pomocnikiem. Poprzez samokontemplację i pychę Lucyfer uległ zepsuciu i ostatecznie zaprzeczył istnieniu Boga, proklamując swoistą deklarację niepodległości i buntując się przeciw ustalonym wszechświatowym rządom "Synów-Stwórcy” i innych najwyższych klas zarządców. Ogłosił się suwerenem swojego lokalnego systemu Satanii, przyznając także prawo samostanowienia książętom planetarnym na poszczególnych planetach.
Caligastia był jednym z 37 książąt planetarnych, którzy przyłączyli się do buntu Lucyfera i wymagali, aby mieszkańcy podległych im planet oddawali im cześć boską. Na Urantii spowodowało to katastrofalne skutki we wczesnym rozwoju społecznym. W reakcji na bunt cały system Satanii został poddany duchowej izolacji przez wyższe władze, aby chronić pozostałą część lokalnego wszechświata. Właśnie w tym buncie "Księga Urantii” upatruje przyczyn powstania tak wielu odmiennych i sprzecznych koncepcji Boga na planecie Urantii.
W jakiś czas potem, zgodnie z normalną praktyką, na Urantię dotarła para określana jako "Materialny Syn i Córka”, czyli Adam i Ewa, których misją było rozmnażanie się i stworzenie rasy wyższych istot ludzkich, które miały następnie zmieszać się z ewolucyjnymi rasami zamieszkującymi planetę w celu poprawy ich biologicznej jakości, co miało rozpocząć epokę "postadamiczną” w rozwoju ludzkości. Taka para miała też pełnić funkcję "materialnych władców” i przedstawicieli rządu duchowego na planecie dla istot ludzkich, zapewniając ciągły postęp w rozwoju religii, a także władając planetą aż do "epoki światłości i życia”. Zamieszkiwali oni w "Ogrodzie Eden (raj)” częściowo przygotowanym dla nich. Według księgi na Ziemi powstał on ok. 38 tys. lat temu na terenie, który dziś przykrywa wschodnia część Morza Śródziemnego. W normalnych warunkach każdy Adam i każda Ewa współpracują z miejscowym księciem planetarnym, jednakże w przypadku Urantii, Caligastia nadal stał po stronie buntu i zamierzał przeszkodzić w realizacji ich misji. Ponadto izolacja planety odcięła ich od zewnętrznego wsparcia wyższych bytów duchowych. W odróżnieniu od normalnej procedury, polegającej na zwiększeniu liczebności potomstwa Adama do co najmniej pół miliona a potem na zmieszaniu tego potomstwa z rasami ewolucyjnym, Ewa poczęła przy udziale prymitywnego człowieka, z zamiarem przyspieszenia tego procesu. Adam uzmysłowił sobie w pełni negatywne skutki takiego postępowania, solidarnie jednak pozostał u boku Ewy. Zostali oni ukarani zdegradowaniem do statusu istoty śmiertelnej i odlotem znacznej części ich potomstwa, a także pozbawiono ich dostępu do tzw. "Drzewa Życia”, choć nadal byli organizmami znacznie lepiej uformowanymi od wszelkich innych, żyjących na planecie i przez to wyjątkowo długowiecznymi. Populacja planety została więc pozbawiona pełnego wymiaru dobrodziejstw płynących z wszechświatowego planu jej udoskonalenia. Ogród Eden został zniszczony przez miejscowe plemiona, Adam i Ewa, z pozostałym potomstwem, rozpoczęli migrację i podjęli próbę jego odbudowy w Mezopotamii, nadal pracując nad doskonaleniem ludzkości zamieszkującej planetę. Gdyby ich misja przebiegła zgodnie z planem, rozwój społeczny ludzkości byłby doszedł do etapu, na którym wyeliminowano by wszelką przemoc, już po ok. 25 tys. lat.
Księga stwierdza, że negatywne skutki buntu zostały znacznie złagodzone działaniem niejakiego Machiventy z klasy niebiańskich bytów zwanych Melchizedekami, który przyjął postać ludzką za czasów Abrahama.
Ostateczny kres buntowi położył prawowity władca, Syn Stwórcy, Michał z Nebadonu, wcielony jako Jezus z Nazaretu. Akt pozbawienia władzy Caligastii przetrwał w zapisach w postaci ewangelicznej sceny kuszenia na pustyni. Wcielenie Syna Stwórcy jest częścią planu normalnego rozwoju światów materialnych i ma na celu zapoczątkowanie kolejnego etapu rozwoju społecznego i kulturowego, trwającego od 10 tys. do 100 tys. lat, dla wypracowania wśród śmiertelników głębokiej świadomości rzeczywistości kosmicznej i duchowej. Częścią misji wcielonego Syna jest doświadczenie śmierci na planecie i zmartwychwstanie w trzecim dniu, aby wznieść się "ku prawicy Ojca Uniwersalnego”, a następnie rozesłanie na planetę "Ducha Prawdy”.
Według księgi, Urantię czeka jeszcze kilka etapów, zanim dojdzie do pierwszej epoki "światłości i życia”.

## Życie i nauki Jezusa
Część IV książki ma ponad siedemset stron i poświęcona jest Jezusowi z Nazaretu. Dzięki temu książka najwyraźniej plasuje się w obrębie chrześcijaństwa. Przekazy części IV są zasadniczo przedstawieniem i wyjaśnieniem życia i nauk Jezusa w kosmicznym kontekście - na skalę, w jakiej nigdy dotąd nie ukazano tego na naszej planecie. Od narodzin w Betlejem i dzieciństwa w Aleksandrii, opowieść prowadzi poprzez szkolne lata Jezusa w Nazarecie i jego pracę, młodego cieśli, po śmierci jego ojca Józefa, aby utrzymać owdowiałą matkę oraz ośmioro braci i sióstr. Opisana jest nieszczęśliwa miłość Rebeki po tym jak Jezus odrzucił jej oświadczyny. Według książki Jezus podróżował wokół Morza Śródziemnego (Aleksandria, Rzym, Ateny itd.) oraz w rejonach Bliskiego Wschodu (Mezopotamia oraz rejony Morza Kaspijskiego), gdy miał dwadzieścia dziewięć lat. Po tej podróży opowieść staje się zasadniczo zbieżna z opisem Nowego Testamentu, jednak z licznymi dodatkowymi szczegółami. Jan Chrzciciel i Dwunastu apostołów to ludzie z krwi i kości, ze swymi wadami i zaletami. Nauki Jezusa, tak jak zostały przedstawione apostołom i uczniom, są wyczerpujące, poszerzone i przedstawione we współczesnym języku. Opisana jest także praca Kobiecego Zespołu Ewangelicznego, powołanego przez Jezusa.
Zasadniczą nauką Jezusa jest to, że ludzie są dziećmi Boga a ich bliźni są ich braćmi w jednej wielkiej rodzinie, przy czym Jezus jest ich starszym bratem. Idea Królestwa Bożego, przedstawiana przez Jezusa, polega na duchowych rządach Niebiańskiego Ojca w sercach ludzkich, jednak wielu jego wyznawców rozumiało tę ideę, jako czysto ziemskie królestwo. Książka twierdzi, że dzisiejsze chrześcijaństwo jest raczej religią o Jezusie i jest dziełem przede wszystkim św. Pawła, niż religią Jezusa – jego pierwotną nauką – którą książka odtwarza.

## Stosunek do istniejących religii
„Księga Urantii” nie propaguje ani nie zwalcza żadnej z istniejących religii. Jednakże przez szerokie omówienie życia i nauk Jezusa z Nazaretu oraz liczne odwołania do postaci i zdarzeń ze Starego Testamentu wykazuje najwięcej związków z chrześcijaństwem, z którym także dzieli wiele prawd na temat Boga jako najwyższego wiecznego Stwórcy, w tym nauczanie o istnieniu Trójcy.
Jezus otoczony jest najwyższym szacunkiem w „Księdze Urantii”, tak samo jak w Nowym Testamencie. Ponad jedna trzecia książki (Część IV) to opowieść o nim.
Poniższe informacje z „Księgi Urantii” odnoszą się do Jezusa i są zgodne z informacjami z Biblii.
- Jezus jest zarówno człowiekiem, jak i Bogiem, wcielonym Synem Bożym, zrodzonym z Marii.
- Na Ziemi żył doskonałym życiem.
- Dokonywał wielu cudów, opisanych w Biblii, takich jak wskrzeszenie Łazarza, przekształcenie wody w wino, nakarmienie pięciu tysięcy i liczne uzdrowienia ślepców i innych chorych.
- Nauczał dwunastu apostołów, z których większość szerzyła jego nauki.
- Został ukrzyżowany i na trzeci dzień zmartwychwstał.
- Przyjdzie kiedyś znowu na ten świat.

Ważniejsze różnice między wizją przedstawioną przez „Księgę Urantii” a głównym nurtem chrześcijaństwa:
- Ukrzyżowania Jezusa nie uważa za odkupienie grzechów ludzkości, a raczej następstwo obaw współczesnych mu przywódców religijnych, jako że jego nauka stanowiła zagrożenie dla ich autorytetu i pozycji materialnej. Temat ten najlepiej rozwija rozdział 4 i 5 Przekazu 188 Księgi Urantii[12][xxv]
- Bóg nigdy się nie gniewa, a jego osobowość jest w całości motywowana ojcowską miłością[xxvi].
- Nigdy nie miał miejsca „upadek człowieka”[xxvii][9].
- W wieku lat 28 i 29 Jezus wędrował po Cesarstwie rzymskim, w tym Grecji i pobliskich regionach, w towarzystwie dwóch mężów z Indii, Gonoda i Ganida[xxviii].
- Jezus jest ludzkim wcieleniem „Michała z Nebadonu” – jednego z ponad 700 tys. „Rajskich Synów” Boga zwanych też „Synami-Stwórcami”[xxix]. Jezusa nie uważa się za drugą osobę Trójcy – tą osobą według księgi jest Wieczny Syn.
- Jezusowi towarzyszy współstwórczyni – „Matka Duch” z Nebadonu, która ma być źródłem umysłowości wszystkich żyjących stworzeń w Nebadonie i Duchem Świętym z tradycji chrześcijańskiej[xxx].
- Zmartwychwstając, Jezus przybrał „chwalebniejszą postać”, stanowiącą stadium przejściowe między istnieniem materialnym a duchowym, określaną terminem „morontia”[xxxi][9].
- Księga nie podtrzymuje doktryny „powtórnego przyjścia” Jezusa na Ziemię jako wydarzenia eschatologicznego, stwierdza natomiast, że może on odwiedzać naszą planetę wielokrotnie.

„Księga Urantii” odnosi się z wielkim szacunkiem do buddyzmu, uznając prawdziwego proroka w Gautamie Siddharcie, którego naukę postrzega jako rewolucyjną w jego czasach i którego zalicza do siedmiu największych nauczycieli ludzkości, m.in. razem z Mojżeszem, Laozi i Św. Pawłem Apostołem. Nauczanie o tym, że w każdym człowieku zamieszkuje boska natura – Natura Buddy – oraz że przez własne wysiłki ludzie mogą osiągnąć realizację tej wewnętrznej boskości, księga uznaje za jedno z najwyrazistszych przedstawień koncepcji Dostrajacza Myśli w religiach, których nie można do końca uznać za objawione.
Wiele aspektów księgi można odnaleźć w innych religiach, np. w taoizmie, hinduizmie, shintō i konfucjanizmie oraz w szeregu innych wierzeń znanych z historii. Autorzy „Księgi Urantii” zachęcają do studiowania wszystkich religii i wybrania z nich tego, co jest w nich najlepsze.

## Zwolennicy
Nie ma oficjalnych statystyk dotyczących liczby zwolenników ze względu na brak centralnej organizacji. Nieformalne grupy badawcze "mają tendencję do kiełkowania, dojrzewają, a następnie znikają" i nie były liczone rzetelnie. Czytelnicy czasem dołączają do takich grup po latach czytania księgi, inni robią to wkrótce po pierwszym zainteresowaniu się książką, "ale dla większości religia pozostaje sprawą indywidualną, tak jak akt czytania". Spory o prawa własności do książki, jej interpretację i odbiór nowego objawienia doprowadziły do pewnych rozłamów, ale wydają się być one rozstrzygane zgodnie z opinią większości. Zwolennicy księgi na ogół nie tworzą nowych religii, twierdząc, że osoby z różnych wyznań mogą odbierać nauki z księgi jako wzbogacenie, a nie jako przeciwieństwo swojej wiary. Ruchy inspirowane przez nauki księgi nie rozwinęły kleru ani instytucji, takich jak kościoły, czytelnie, lub świątynie.
Sarah Lewis zauważa, że "Objawienia nie próbują się uwiarygodnić poprzez historycznie znane i akceptowane fakty, ani nie są nawet napisane przy użyciu prostego języka, co zwiększyłoby prawdopodobieństwo zrozumienia i akceptacji. Wprowadzają nowe koncepcje i nowe formy językowe, co nie czyni akceptacji łatwiejszej." Ocenia, że ruch nie jest przeciwstawny do innych, "brakuje mu gorliwego nawracania", i że w związku z tym prawdopodobnie utrzyma się jako mały, ale odporny na odmienne poglądy.
Fundacja Urantii opowiadała się za polityką "powolnego wzrostu" i niezbyt mocno reklamowała sprzedawane książki. Sprzedaż wynosiła 7000 egzemplarzy w 1990 r., 24700 w 1997 r., 38000 w 2000 r. i 13380 w 2006 r. Około połowa nakładu była w językach innych niż angielski, głównie po rosyjsku i hiszpańsku.

## Linki do treści Księgi Urantii
1. ↑  podpis bytu niebiańskiego
2. ↑  Bóg
3. ↑  Rajska Trójca
4. ↑  Wieczny Syn
5. ↑  Nieskończony Duch
6. ↑  Dostrajacze Myśli
7. ↑  reinkarnacja
8. ↑  Raj
9. ↑  Wszechświat centralny i boski
10. ↑  Siedem superwszechświatów
11. ↑  pierwsi ludzie
12. ↑  przybycie księcia planetarnego
13. ↑  bunt Lucyfera
14. ↑  Adam i Ewa
15. ↑  ogród Eden
16. ↑  odstępstwo Adama i Ewy
17. ↑  Drzewo Życia
18. ↑  Machiventa Melchizedek
19. ↑  kuszenie Jezusa
20. ↑  Duch Prawdy
21. ↑  Lata młodzieńcze
22. ↑  podróże Jezusa
23. ↑  Trzecia tura głoszenia kazań
24. ↑  Wiara Jezusa
25. ↑  znaczenie śmierci Jezusa na krzyżu
26. ↑  Boża dobroć
27. ↑  upadek człowieka
28. ↑  podróże Jezusa
29. ↑  Synowie Stwórcy
30. ↑  Matka Duch
31. ↑  zmartwychwstanie Jezusa
32. ↑  buddyzm